# Баланс (альбом)
«Баланс» — второй и последний альбом советской рок-группы «Кофе», выпущенный в 1986 году. Рядом критиков называется первым в СССР альбомом в жанре Новой волны.
Альбом был записан в домашней студии Алексея Вишни на проспекте Космонавтов г. Ленинграда. В записи участвовали синтезаторы Vermona и «Электроника ЭМ-04». Ввиду отсутствия секвенсора басист Станислав Тишаков играл восьмыми нотами через короткую задержку. Запись проходила в одно-два наложения.
После распространения альбома на магнитофонных катушках группа получила предложение от телепрограммы «Поп-Антенна» снять видеоклип на песню «Зеро». Всего клип был показан 3-4 раза, но участников группы стали узнавать на улицах.

## История
В течение 1985 года участники «Кофе» занимались репетициями и поисками нового вокалиста. Некоторое время на эту должность пробовался Габриэль «Гарик» Воробьёв, однако дальше проб дело не пошло. И только в августе вопрос с составом был решён — в коллектив вошли Игорь «Пэт» Петров и Игорь «Гога» Копылов из «Телевизора», также вернулся вокалист Григорий Кобешавидзе.
9 марта 1986 года на 1-й студии Ленинградского телевидения состоялись съемки программы «Музыкальный ринг». В ней также участвовали «АВИА» и «Телевизор». Как известно, группа выступила с программой, в которую входила песня «Зеро», пользовавшаяся большой популярностью среди подростков (их привлекали казавшийся им суперсовременным язык и элементы стиля «панк»). Группа получила нокаут через пятнадцать минут. Но одновременно это вышло и плюсом — участников стали узнавать на улице.
Немного позже «Кофе» приглашают поучаствовать в программах «Поп-антенна» и «Кружатся диски», также снимается видеоклип на песню «Зеро». Однако к этому времени в составе начинаются брожения — сначала группу покидает Эдуард Нестеренко и на его место приглашается Сергей Штро, однако с приходом последнего из коллектива уходит Александр Сенин.
В августе 1986 года «Кофе» выступает в последний раз — в компании с «Союзом любителей музыки рок» в Ленинградском дворце молодёжи. Фрагмент этого концерта вошёл в фильм Валерия Огородникова «Взломщик». Сразу после данного мероприятия группу окончательно покидает Григорий Кобешавидзе и «Кофе» прекращает существование.

## Детали издания
«Баланс» получил хождение как магнитоальбом (при этом барабанщиком Александром Сениным был подготовлен эскиз для обложки). В 2010 году переиздан в рамках серии «Архивы записей с магнитных лент». В 2013 году впервые официально издан в виде CD и LP нижегородским лейблом Other Voices Records (использовалась оцифровка бытовой катушки из интернета). В 2018 году компания Bordello A Parigi выпустила LP макси сингл с оригиналами песен «Кофе» «Баланс» и «Компьютер» и их собственными версиями этих песен.
В 2020 году альбом был отреставрирован и переиздан российско-эстонским лейблом Maschina Records в рамках полного собрания творческого наследия «Кофе» сначала в виде виниловой пластинки под именем «Баланс+» (с бонус-треками), а затем в виде двухдисковой CD-антологии «Балласт» (в которую также вошёл отреставрированный альбом «Балет» и новый материал участников группы).
С сентября 2021 года альбом доступен на цифровых площадках.

## Список композиций
Издание Other Voices Records (2013)
- Музыка и аранжировки — «Кофе»
- Авторы текстов — «Кофе», кроме указанного особо

| №   | Название         | Текст песни          | Длительность |
| --- | ---------------- | -------------------- | ------------ |
| 1.  | «Старт»          |                      | 1:15         |
| 2.  | «Монумент»       | Александр Сенин      | 4:55         |
| 3.  | «Принцесса»      | Станислав Тишаков    | 4:04         |
| 4.  | «Zero»           | Станислав Тишаков    | 4:31         |
| 5.  | «Компьютер»      |                      | 2:32         |
| 6.  | «Буги-шок»       | Станислав Тишаков    | 2:58         |
| 7.  | «Аристократка»   | Александр Сенин      | 3:20         |
| 8.  | «Ошибка №135»    | Станислав Тишаков    | 3:17         |
| 9.  | «Ломаные пляски» | Игорь «Гога» Копылов | 3:52         |
| 10. | «Эфир 2101»      |                      | 4:05         |
| 11. | «Баланс»         | Александр Сенин      | 5:31         |
| 12. | «Финиш»          |                      | 0:15         |

Переиздание Maschina Records (2020)
| №   | Название         | Длительность |
| --- | ---------------- | ------------ |
| 1.  | «Монумент»       | 6:42         |
| 2.  | «Принцесса»      | 3:33         |
| 3.  | «Zero»           | 4:32         |
| 4.  | «Компьютер»      | 2:33         |
| 5.  | «Буги-шок»       | 2:58         |
| 6.  | «Аристократка»   | 3:23         |
| 7.  | «Ошибка №135»    | 3:17         |
| 8.  | «Ломаные пляски» | 3:54         |
| 9.  | «Эфир 2101»      | 4:05         |
| 10. | «Баланс»         | 5:47         |

Бонусные треки
- Музыка и аранжировки — «Кофе», Евгений Лазаренко

| №  | Название                 | Текст песни                        | Длительность |
| -- | ------------------------ | ---------------------------------- | ------------ |
| 1. | «В поисках звука (2020)» |                                    | 4:26         |
| 2. | «Барон 2020»             | Станислав Тишаков, Александр Сенин | 4:14         |
| 3. | «Невеста (2020)»         |                                    | 3:59         |

## Участники записи
- Григорий Кобешавидзе (Краснов)[10] — вокал, акустическая гитара, клавишные, перкуссия
- Станислав Тишаков — бас-гитара, клавишные, вокал
- Эдуард Нестеренко — гитара, клавишные, вокал
- Александр Сенин — ударные
- Игорь «Гога» Копылов — бас-гитара, клавишные, вокал
- Игорь Петров — клавишные, гитара, перкуссия, реверсы
- Алексей Вишня — акустическая гитара, голоса, военный коллаж, «тропиллизация»
- Елена Вишня — женский голос
- Евгений Лазаренко — гитара, вокал (на бонусных треках)
- Звукорежиссёры — Алексей Вишня (основной материал), Евгений Лазаренко (бонусные треки)

## Кавер-версии
- В 1985 году, в ходе записи альбома «Это не любовь» на студии Алексея Вишни, Виктор Цой спел отрывок песни «Принцесса». Данная запись под названием «Стишок» идёт бонус-треком к поздним изданиям альбома, а также фигурирует в конце песни «Разреши мне» в альбоме «Любовь — это не шутка».
- В 1994 году на кавер-версию песни «Зеро» в исполнении певицы Натальи Сорокиной был снят клип[11].
- В 2016 году кавер-версию песни «Зеро» записала группа «Черниковская хата».